# Malbec

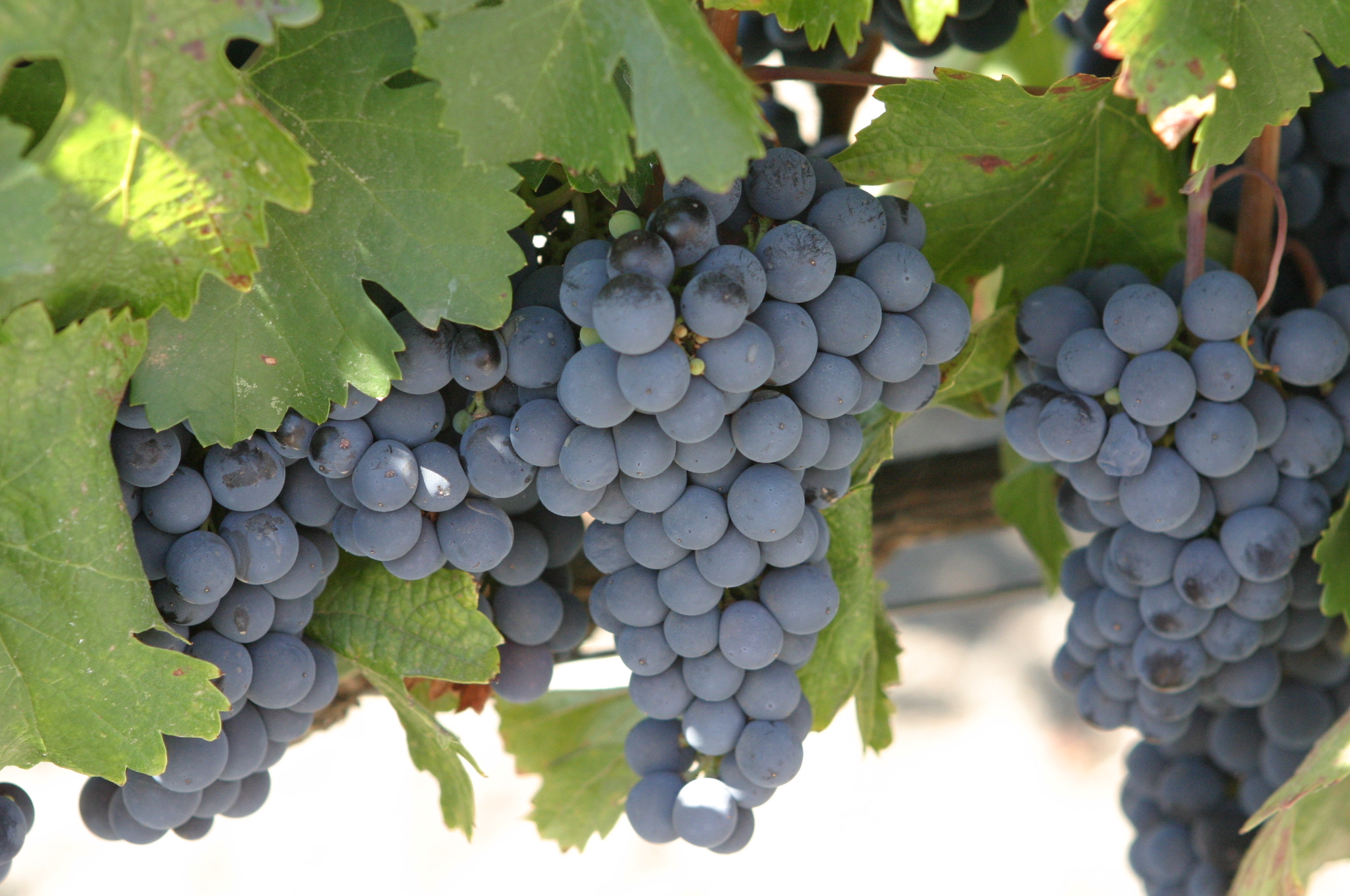
Malbecdruvor.

Malbec är en vindruva av arten Vitis vinifera. Den odlas bland annat i Bordeaux, Cahors och i Loiredalen. I Bordeaux förekommer den endast i små mängder som inblandningsdruva med de stora Merlot och Cabernet Sauvignon. I Cahors går den under namnet Auxerrois. 

Viner Malbec från Argentina

Malbec förknippas numera främst med viner från Argentina. Idag produceras 75 procent av världens malbecviner i Argentina. Där odlas druvorna ofta på hög höjd vilket ger en mer framträdande syrlig karaktär och fler blommiga och örtiga smaker medan de franska malbecvinerna är annorlunda med en mer jordig och rökig karaktär och smaker som svarta vinbär och lakrits.